# Charlotte Perrelli

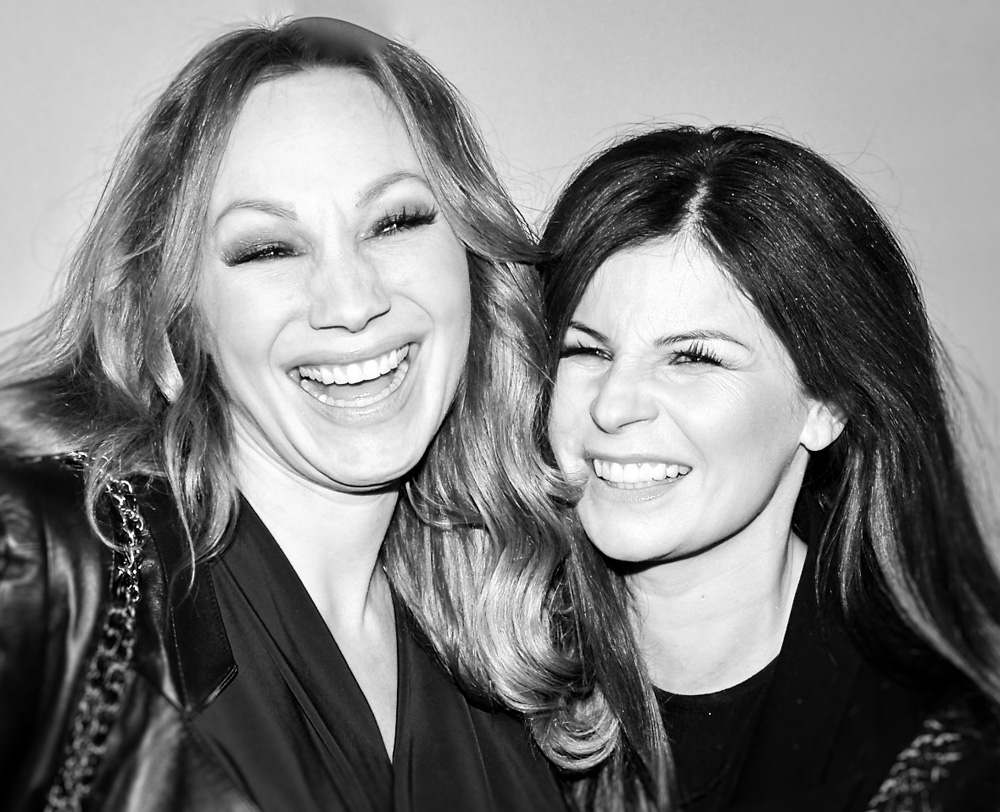
Charlotte Perrelli och Carola Häggkvist 2013.

Anna Jenny Charlotte Jensen Perrelli, född Nilsson den 7 oktober 1974 i Hovmantorps församling i Kronobergs län, är en svensk artist och entreprenör. Hennes låtar har vid två tillfällen vunnit Melodifestivalen, 1999 och 2008. 1999 vann hennes låt dessutom Eurovision Song Contest, inför 150 miljoner tv-tittare, vilket blev den fjärde gången ett svenskt bidrag tog hem vinsten. 2008 kom hennes låt på 18:e plats i samma tävling.
Hon har även varit programledare för Melodifestivalen tre gånger, dels i en deltävling i 2003, dels under hela festivalturnén 2004, sedan 2016. Perrelli har spelat in nio soloalbum och varit med i flera turnéer, TV-program och konserter. Hon är en av Sveriges kändaste och populäraste kvinnliga artister. 
Hon har även varit jurymedlem i talang under tre säsonger, från 2009 till 2011. Hon är den kvinnliga artisten i Sverige som har gästat flest musikprogram i Sverige som allsång på Skansen, Lotta på Liseberg och Victoria dagen. Hon har medverkat i närmare 240 TV-program under hela sin karriär.

## Biografi

### 1987–1999: Dansbandsåren
Charlotte Perrelli föddes i Hovmantorp, en tätort i Lessebo kommun i Kronobergs län och växte upp på Kåramålatorp strax söder om Hovmantorp.
När Carola 1983 vann Schlager-SM med ”Främling” deklarerade Perelli inför en vän: ”Min största dröm är att vinna Schlager-SM!”
1987 började hon att sjunga med det lokala dansbandet Bengt-Ingvars i Hovmantorp, som blev Bengt-Ingvars med Charlotte, varefter hon flyttade till Växjö för vidare skolgång, där hon var sångerska i dansbandet Kendix från 1992 och i dansbandet Anders Engbergs 1994–1997. Då Björn Hedström från Anders Engbergs deltog i den svenska Melodifestivalen 1995, medverkade hon i bakgrundskören.
Genombrottet kom 1994 när hon blev  sångerska i Anders Engbergs. 1997 lämnade hon bandet för att bli sångerska i ett annat dansband, Wizex. 1998 var bandet nominerat till en Grammis i dansbandskategorin för albumet Mot nya mål. Sedan det av henne i Melodifestivalen 1999 framförda bidraget Tusen och en natt vunnit, deltog hon för Sverige i Eurovision Song Contest 1999, där låten framfördes på engelska med titeln Take Me to Your Heaven. Efter en jämn omröstning, där ledningen växlade mellan Sverige och Island, stod Sverige som segrare. Senare under 1999 lämnade hon Wizex för att göra solokarriär.
Som dansbandssångerska var hon även med och skrev sångtexter. På Wizex-albumet Mot nya mål 1998 försåg hon Heartbreak Express, ursprungligen inspelad av Dolly Parton 1982, med text på svenska, som blev En enkel biljett. Tillsammans med Carl-Henry Kindbom på albumet Tusen och en natt av samma band 1999 skrev hon låten Var är du nu? 
År 1997 gästspelade hon i rollen som gymtränaren Millan Svensson i såpoperan Vita lögner, som sändes i TV 3. 

### 1999–: Åren som soloartist
1999 lämnade hon Wizex och dansbandsgenren bakom sig, och som soloartist gled hon alltmer över åt disco och pop. Samma år släppte hon sitt första soloalbum, betitlat Charlotte. Låtarna Damn you, Shooting star samt Game over blev populära. Albumet innehöll även låten I Write You a Lovesong, som är en cover på Izabella Scorupcos hit från 1991. Hon turnerade flitigt över hela Europa samt i Japan och Nya Zeeland. Samma år röstades hon fram som årets sexigaste kvinna i Sverige.  Under våren medverkade hon i olika länders nationella uttagningar till Eurovision Song Contest 2000.Hon gästade bingolotto uppesittarkväll 2000. 2001 släppte hon sitt andra album Miss Jealousy, ett pop/rockalbum som bland annat innehöll 20-i-toppsingeln You Got Me Going Crazy, skriven av Mårten Sandén tillsammans med Johan Åberg och Paul Rein, de två sistnämnda berömda för sitt arbete med Christina Aguilera och Victoria Beckham. Sången blev senare debutsingel för den spanska sångerskan Natalia, vars spanskspråkiga version Vas a volverme 2002 sålde i över 200 000 exemplar i Spanien, rekord det året. Albumet innehöll även radiohiten Light of my Life samt I'm the One for You. Charlotte turnerade även under julen med Christer Sjögren.
Charlotte var en betydande del av Melodifestivalen under början av 2000-talet, då hon axlade rollen som programledare både 2003 och 2004. Hennes medverkan som programledare lockade miljontals tittare, vilket tydligt visar den stora genomslagskraft som programmet – och Charlotte – hade hos svenska folket.
År 2003 ledde Charlotte den första deltävlingen av Melodifestivalen, som då sågs av hela 2 977 000 tittare. Med en svensk befolkning på cirka 8 958 000 personer samma år innebär det att ungefär 33 procent av befolkningen såg programmet.
Året därpå, 2004, var Charlotte återigen programledare – denna gång för samtliga deltävlingar och finalen. Tittarsiffrorna var fortsatt mycket höga:
Deltävling 1: 3 293 000 tittare
Deltävling 2: 3 307 000 tittare
Deltävling 3: 3 138 000 tittare
Deltävling 4: 3 277 000 tittare
Finalen: 4 105 000 tittare
Med Sveriges befolkning på cirka 8 994 000 personer år 2004 innebär det att exempelvis finalen sågs av omkring 46 procent av befolkningen, medan varje deltävling låg på cirka 35–37 procent av befolkningen.
Charlottes programledarskap under dessa år bidrog starkt till Melodifestivalens popularitet och cementerade hennes plats som en av Sveriges mest uppskattade tv-profiler.
I mitten av 2004 släppte hon albumet Gone too Long, som innehöll låtar av flera av Sveriges producenter, bland andra  Jörgen Elofsson. Albumet innehöll bland annat låtarna A Million Miles Away, Gone too Long och Broken Heart. Tillsammans med artister som Robert Wells och Jill Johnson for hon ut på turnén Rhapsody in Rock i mitten av året. Detta år var hon även programledare för musikprogrammet Super Troupers i TV4. 
I oktober 2005 lanserade hon en hudvårdsserie kallad Perrelli by Charlotte Perrelli. 
2006 spelade hon rollen som Belle i musikalen Skönheten och odjuret på Göta Lejon i Stockholm och den 8 augusti samma år var hon en av sommarvärdarna i Sveriges Radio P1. Hon släppte 2006 även ett hyllningsalbum tillägnat Monica Zetterlund som hette I din röst. 
2007 åkte hon på diggiloo turné med bland annat Benjamin Ingrosso, Lasse Berghagen, Lotta Engberg, Lasse Holm och Molly Sandén 
2007 släpptes hennes två första singlar på svenska, Som du och Jag är tillbaks. År 2008 gjorde Charlotte Perrelli en storslagen comeback i Melodifestivalen – och tog hem hela tävlingen med den kraftfulla poplåten "Hero". Med sitt karismatiska framträdande och sin starka sångröst vann hon svenska folkets hjärtan och säkrade sin andra seger i tävlingen, tio år efter sin första vinst med Take Me to Your Heaven.
Charlotte tävlade i deltävling 4, som sågs av hela 3 410 000 tittare. Det motsvarar cirka 37 procent av Sveriges befolkning, som år 2008 uppgick till omkring 9 220 000 personer. I finalen såg ännu fler på när hon tog hem segern – hela 4 046 000 svenskar följde sändningen, vilket motsvarar cirka 44 procent av befolkningen.
Hero blev inte bara en Melodifestivalvinnare – den utvecklades också till en enorm kommersiell framgång. Låten blev Sveriges mest sålda singel under hela 2008, vilket bekräftar dess breda genomslag och Charlottes starka närvaro både på scenen och på topplistorna.
Vinsten med Hero cementerade Charlottes status som en av Sveriges mest ikoniska schlagerdrottningar och visade att hennes stjärnglans var lika stark som någonsin. I Eurovision gick låten vidare från semifinalen till final, där den två dagar senare slutade på 18:e plats. Charlotte släppte även albumet Hero, som innehöll förutom Hero, hiten Bullet och Addicted. Hon turnerade under sommaren med Rhapsody in Rock. I november 2008 släppte hon dessutom julalbumet Rimfrostjul. Albumet innehöll tio låtar och på albumet medverkar bland andra Lunds studentsångare och Malmö symfoniorkester.
Den 31 oktober 2008 var Perrelli gästdomare och coach till de kvarvarande deltagarna i Idol 2008. Perrelli har också varit domare i TV4:s Talang 2009, 2010 och 2011, samt medverkade samma år i SVT:s släktforskningsprogram Vem tror du att du är?. Åren 2005, 2007 och 2009 var hon en av expertjuryns medlemmar i den nordiska samproduktionen Inför Eurovision Song Contest och hon satt även med och bedömde artisterna under en fredagsfinal i Idol 2008.
År 2009 medverkade Charlotte i mellanakten under finalen av Melodifestivalen. Den sändningen sågs av 3 592 000 tittare, vilket motsvarade cirka 39 procent av Sveriges befolkning, som då uppgick till cirka 9 299 000 personer. Hennes uppträdande blev ett uppskattat inslag i en av årets största tv-händelser.
Året därpå, 2010, stod Charlotte för det energifyllda öppningsnumret i deltävling 1. Det programmet sågs av 2 976 000 tittare, vilket innebär att omkring 32 procent av befolkningen – då cirka 9 378 000 personer – följde hennes öppning av årets tävling.
Den 9 juni 2010 utgavs singeln Mitt livs gemål tillsammans med Magnus Carlsson. Låten tillägnades kronprinsessan Victoria och prins Daniel och är skriven av Monica och Carl-Axel Dominique. Det var emellertid inte första gången de två sjöng duett – redan i början av 1990-talet spelade de två in en låt påtänkt till Melodifestivalen. I augusti, släppte Perrelli en träningsbok med titeln Kan jag kan du.  
Under sommaren 2011 turnerade hon med Diggiloo. Hon har turnerat ett flertal gånger med Diggiloo. I november blev det klart att Perrelli åter skulle tävla i Melodifestivalen 2012, med låten The Girl, skriven av Fredrik Kempe. Bidraget tävlade i deltävlingen i Malmö, där hon gick vidare till den andra omgången av omröstningen, där hon dock blev hon utslagen av Danny Saucedo med bidraget Amazing och hamnade på en femteplats. I mars 2012 släppte hon popalbumet The Girl. Albumet innehöll 8 nya låtar, bland annat en duetten Little Braveheart med Kate Ryan. Albumet nådde som högst en sjundeplats på albumlistan.
Hösten 2012 spelade Perrelli huvudrollen som presidenthustrun Eva Perón i musikalen Evita på Malmö Opera. 27 september 2014 hade hon nypremiär på musikalen i samma roll. Den spelades hela hösten på Göta Lejon. Hon släppte låten Gråt Inte Mer Argentina som singel, en svensk version av Don't Cry for Me Argentina. 
2012 släppte hon den egna skönhetsproduktserien The Girl som innehåller fem produkter. 
I november 2013 släppte hon sitt andra julalbum, Min barndoms jul. Hennes söner Angelo och Alessio medverkade på albumet tillsammans med en kör bestående av 60 barn.
Våren 2015 släppte Perrelli den egenskrivna låten Bröllopsvalsen som en hyllning till sin blivande make inför det stundande bröllopet i Paris. I december sattes hennes egen julshow upp på Grand Hôtel, Tusen och en natt. Hon släppte även Charlottes Gravidbok – En inspirerande bok om träning, hälsa och positivt tänkande (2015).
Perrelli var bokad som programledare för Melodifestivalen 2016 men på grund av en avtalsmiss från SVT blev den nya rollen en utökad artistisk del. Under programmet gjorde hon en ny version av Helene Fischers låt "Atemlos durch die Nacht". Låten med svensk text hette "Här står jag" och är en hyllning till svenska schlager. Under sommaren 2016 åkte Perrelli tillsammans med rockartisten Brolle ut på en folkparksturné som hette Rock’n roll on tour. De släppte även singeln Start a fire. 
Charlotte Perrelli deltog även i Melodifestivalen 2017 med låten "Mitt liv" som hon skrivit själv. Hon kom sist i sin deltävling. Hon släppte dessutom albumet Mitt liv med poplåtar endast på svenska, som "Spår i sanden" , "Här hos dig" och "Lilla du".
Sommaren 2018 deltog Charlotte Perrelli i programmet Så mycket bättre. Hon tolkade bland andra Christer Sjögren, Linnea Henriksson, Stor och Louise Hoffsten. Senare på hösten släppte hon sin självbiografi Flickan från Småland. Under våren 2019 reste hon runt med en turné med samma namn. Hon medverkade dessutom i finalen av Melodifestivalen 2019, där hon framförde, utöver "Take me to your heaven", som vann för tjugo år sedan, nya singeln Diva to Diva tillsammans med Dana International.
År 2020 medverkade hon i realityserien Stjärnorna på slottet på SVT. Perrelli medverkade i Melodifestivalen 2021 med låten ”Still Young”, låten tog sig direkt till final. I finalen den 13 mars slutade hon på en åttonde plats.

## Privatliv
Charlotte Perrelli var första gången gift 2003–2008 med Nicola Perrelli (tidigare Ingrosso, född 1969, bror till Vito och Emilio Ingrosso), och de har två söner (födda 2004 och 2005) tillsammans. Perrelli är förste makens mors flicknamn. Paret tog namnet i samband med bröllopet. 2015 gifte hon sig för andra gången med Anders Jensen (född 1977), som hon har två söner med (födda 2013 och 2018).
Perelli blev vegetarian när hon var 18 år. Hon har senare börjat äta fisk också.

## Träning och hälsa
Perelli har släppt tre böcker med inriktning träning och hälsa:
- Kan jag Kan du – Träna med Charlotte (2009)
- Kickstart – I form på 4 veckor (2012)
- Charlottes Gravidbok – En inspirerande bok om träning, hälsa och positivt tänkande (2015)

Under 2010 har hon även utvecklat en serie kosttillskott, kallad Fit & Smart by Charlotte Perrelli

## Diskografi

### Album
| År   | Information                                                      | Topposition | Info, sålda ex och certifieringar                                      |
| År   | Information                                                      | Sverige     | Info, sålda ex och certifieringar                                      |
| ---- | ---------------------------------------------------------------- | ----------- | ---------------------------------------------------------------------- |
| 1999 | Charlotte - Första soloalbumet - Släpptes: September 1999        | 3           | - Språk:Engelska - Släpptes i: Sverige, Japan - Certifiering: –        |
| 2001 | Miss Jealousy - Släpptes: Mars 2001                              | 32          | - Språk: Engelska - Släpptes i: Sverige - Certifiering: –              |
| 2004 | Gone too Long - Släpptes: Mars 2004                              | 11          | - Språk: Engelska - Släpptes i: Sverige - Format: CD - Certifiering: – |
| 2006 | I din röst - Släpptes: Juni 2006                                 | 29          | - Språk: Svenska - Släpptes i: Sverige - Certifiering: –               |
| 2008 | Hero - Släpptes: 23 april 2008 (Sverige) 16 september 2008 (USA) | 3           | - Språk: Engelska - Släpptes i: Sverige USA - Certifiering: platina    |
| 2008 | Rimfrostjul - Släpptes: 10 november 2008                         | 12          | - Språk: Svenska/engelska - Släpptes: Sverige - Certifiering: –        |
| 2012 | The Girl - Släpptes: 11 mars 2012                                | 7           | - Språk: Engelska - Släppts: - - Certifiering: –                       |
| 2013 | Min barndoms jul - Släpptes: 20 november 2013                    | 49          | - Språk: Svenska - Släppts: - - Certifiering: –                        |
| 2017 | Mitt liv - Släpptes: 26 februari 2017                            |             | - Språk: Svenska - Släppts: - - Certifiering: Guld                     |
| 2025 | Vaggvisor med Perelli                                            |             | Språk: svenska                                                         |

### Singlar
| 1999 | ”Tusen och en natt” (släpptes som ”Take Me To Your Heaven” i vissa länder). | Charlotte       | 2  | 10 | –  | 23 | 5 | 20 | –  | –  | – |
| 1999 | ”I Write You a Love Song”                                                   | Charlotte       | 38 | –  | –  | –  | – | –  | –  | –  | – |
| 2000 | ”Damn You”                                                                  | Charlotte       | –  | –  | –  | –  | – | –  | –  | –  | – |
| 2001 | ”You Got Me Going Crazy”                                                    | Miss Jealousy   | 20 | –  | –  | –  | – | –  | –  | –  | – |
| 2001 | ”Miss Jealousy” (endast radio)                                              | Miss Jealousy   | –  | –  | –  | –  | – | –  | –  | –  | – |
| 2003 | ”Broken Heart”                                                              | Gone Too Long   | 7  | –  | –  | –  | – | –  | –  | –  | – |
| 2004 | ”Million Miles Away”                                                        | Gone Too Long   | 11 | –  | –  | –  | – | –  | –  | –  | – |
| 2006 | ”I din röst” (endast promo)                                                 | I din röst      | –  | –  | –  | –  | – | –  | –  | –  | – |
| 2007 | ”Jag är tillbaks”                                                           | –               | –  | –  | –  | –  | – | –  | –  | –  | – |
| 2008 | ”Hero”                                                                      | Hero            | 1  | 20 | 18 | –  | – | –  | 24 | 65 | 4 |
| 2008 | ”Bullet”                                                                    | Hero            | 2  | –  | –  | –  | – | –  | –  | –  | – |
| 2008 | ”Addicted”                                                                  | Hero            | 17 | –  | –  | –  | – | –  | –  | –  | – |
| 2009 | ”Have Yourself a Merry Christmas” (med Ole Edvard Antonsen)                 | –               | –  | –  | –  | –  | – | –  | –  | –  | – |
| 2010 | ”Mitt livs gemål” (med Magnus Carlsson)                                     | –               | 31 | –  | –  | –  | – | –  | –  | –  | – |
| 2012 | ”The Girl”                                                                  | The Girl        | 7  | –  | –  | –  | – | –  | –  | –  | – |
| 2012 | ”Little Braveheart” (med Kate Ryan)                                         | The Girl        | –  | –  | –  | –  | – | –  | –  | –  | – |
| 2012 | ”Not Just Tonight”                                                          | The Girl        | –  | –  | –  | –  | – | –  | –  | –  | – |
| 2012 | ”Don't Cry For Me Argentina”                                                | –               | –  | –  | –  | –  | – | –  | –  | –  | – |
| 2013 | "Nu är julen här igen"                                                      | Min Barndomsjul |    |    |    |    |   |    |    |    |   |
| 2015 | ”Bröllopsvalsen”                                                            | –               |    |    |    |    |   |    |    |    |   |
| 2016 | ”Här står jag”                                                              | –               |    |    |    |    |   |    |    |    |   |
| 2016 | ”Höstens sista blomma”                                                      | Mitt liv        |    |    |    |    |   |    |    |    |   |
| 2017 | ”Mitt liv"                                                                  | Mitt liv        |    |    |    |    |   |    |    |    |   |

## Teater

### Roller
| År   | Roll      | Produktion                                                    | Regi             | Teater      |
| ---- | --------- | ------------------------------------------------------------- | ---------------- | ----------- |
| 2005 | Belle     | Skönheten och odjuret Alan Menken, Howard Ashman och Tim Rice | Hans Berndtsson  | Göta Lejon  |
| 2012 | Eva Perón | Evita                                                         | Ronny Danielsson | Malmö Opera |
| 2013 | Eva Perón | Evita                                                         | Ronny Danielsson | Göta Lejon  |